# Jacques Stockman
Jacques Stockman (Ronse, 8 de octubre de 1938 - ibídem, 4 de mayo de 2013) fue un futbolista profesional belga que jugaba en la demarcación de delantero.

## Biografía
Jacques Stockman debutó en 1956 a la edad de 18 años con el KSK Ronse, jugando tan solo durante una temporada. Posteriormente fue traspasado al RSC Anderlecht, jugando un total de nueve temporadas. Durante su estancia en el club bruselense fue convocado por la selección de fútbol de Bélgica, debutando con la selección en 1958, y jugando su último partido como internacional en 1967, tras 32 partidos jugados con la selección y 13 goles. Además en la temporada 1961-1962, Jacques fue el máximo goleador de la primera división belga. Stockman fue apodado Zorro tras marcar un gol en el descuento con el Anderlecht contra el Bologna FC en el partido de vuelta de la Copa de Campeones de Europa de la temporada 1964-65 de la primera ronda, forzando un segundo partido en el Camp Nou. Tras acabar su etapa en el Anderlecht fue fichado por el RFC Lieja, donde jugó durante un año. Ya en 1967 fichó por el SV Zulte Waregem durante cinco temporadas, acabando su etapa como futbolista en el RSC Anderlecht. En 1973, siendo el año en el que se retiró como futbolista, fue fichado como entrenador del Royal Excelsior Mouscron, al que entrenó durante dos etapas, desde 1973 hasta 1975, y desde 1985 hasta 1988.
Falleció el 4 de mayo de 2013 en su ciudad natal a los 74 años de edad.

## Clubes

### Como futbolista
| Club             | País    | Año         |
| ---------------- | ------- | ----------- |
| KSK Ronse        | Bélgica | 1956 - 1957 |
| RSC Anderlecht   | Bélgica | 1957 - 1966 |
| RFC Lieja        | Bélgica | 1966 - 1967 |
| SV Zulte Waregem | Bélgica | 1967 - 1972 |
| RSC Anderlecht   | Bélgica | 1972 - 1973 |

### Como entrenador
| Club                     | País    | Año         |
| ------------------------ | ------- | ----------- |
| Royal Excelsior Mouscron | Bélgica | 1973 - 1975 |
| Royal Excelsior Mouscron | Bélgica | 1985 - 1988 |

## Palmarés
| Título                      | Club                | País    | Año     |
| --------------------------- | ------------------- | ------- | ------- |
| Primera División de Bélgica | R. S. C. Anderlecht | Bélgica | 1958-59 |
| Primera División de Bélgica | R. S. C. Anderlecht | Bélgica | 1961-62 |
| Primera División de Bélgica | R. S. C. Anderlecht | Bélgica | 1963-64 |
| Copa de Bélgica             | R. S. C. Anderlecht | Bélgica | 1964-65 |
| Primera División de Bélgica | R. S. C. Anderlecht | Bélgica | 1964-65 |
| Primera División de Bélgica | R. S. C. Anderlecht | Bélgica | 1965-66 |